# Heteralonia capensis
Heteralonia capensis är en tvåvingeart som först beskrevs av Christian Rudolph Wilhelm Wiedemann 1821.  Heteralonia capensis ingår i släktet Heteralonia och familjen svävflugor. Inga underarter finns listade i Catalogue of Life.